# Анаперо антильський
Анапе́ро антильський (Chordeiles gundlachii) — вид дрімлюгоподібних птахів родини дрімлюгових (Caprimulgidae). Мешкає на Карибах. Вид названий на честь Хуана Гуандлаха, кубинського натураліста і таксономіста німецького походження.

## Опис
Довжина птаха становить 20-23 см, вага 50 г. Забарвлення переважно темне, верхня частина тіла і груди поцятковані коричневими, сірими і білуватими смужками. Крила довгі, чорнуваті з білими смугами, на першорядних махових перах є біле "дзеркальце". Хвіст темний з білою смугою, нижня частина тіла біла, поцяткована темними смужками. У самця горло біле, у самиць світло-коричневе. Існують сірувата і рудувата морфи.

## Поширення і екологія
Антильські анаперо гніздяться на Великих і Малих Антильських островах, на Багамських островах та на кораловому архіпелазі Флорида-Кіс, що на південь від півострова Флорида. Імовірно, взимку вони мігрують до Південної Америки. Ведуть присмерковий і нічний спосіб життя. Живляться комахами, яких ловлять в польоті. Сезон розмноження триває з квітня по серпень. Відкладають яйця просто на голу землю.